# Óscar Téllez Gómez
Óscar Téllez (Mejorada del Campo, 2 d'abril de 1975) és un exfutbolista madrileny. Ocupava la posició de defensa central, sent conegut per la seua duresa en el joc.

## Trajectòria
Després de romandre gairebé tota la dècada dels 90 en equips de divisions modestes, destaca al Pontevedra CF i al Deportivo Alavés, amb qui puja a Segona Divisió. La temporada 97/98 qualla una destacada campanya amb els bascos, la qual cosa possibilita el seu fitxatge pel València CF.
Però, a l'equip de Mestalla només juga un encontre abans de passar al Vila-real CF. Era al debut dels groguets a la màxima categoria, i Téllez va jugar 20 partits.
L'estiu del 1999 retorna al Deportivo Alavés, que ara militava a la primera divisió. El madrileny va romandre set temporades al conjunt vitorià, fins a la seua retirada el 2006, i en eixos anys va ser un puntal del seu equip, amb 200 partits de lliga. Eixos anys van coincidir amb l'època daurada del club, que va arribar a la Final de la UEFA Cup.

## Selecció espanyola
Téllez va ser internacional amb la selecció espanyola de futbol en quatre ocasions, durant la seua etapa a l'Alavés.